# مارجون بيورنهولت
مارجون بيورنهولت (بالنرويجية البوكمول: Margunn Bjørnholt)‏ (ولدت في 9 أكتوبر من العام 1958 في بلدية بو، مقاطعة تلمارك)، عالمة اجتماع وعالمة اقتصاد نرويجية الجنسية. وأستاذة باحثة في المركز النرويجي لدراسات العنف والإجهاد الناجم عن الصدمة (NKVTS).
ركّزت في أبحاثها على العنف الجنساني والهجرة والمساواة بين الجنسين إضافة إلى دراسات الرجال والذكوريات ودراسات السياسات والعديد من المواضيع الأخرى. يناقش بحثها الأخير مسائل كالنوع الاجتماعي والعنف والسلطة، بما في ذلك العنف الجنسي والعنف الجنساني ضد النساء المهاجرات واللاجئات. وقد ركّزت فيما مضى على الخدمات المصرفية الأخلاقية والمال والنظام النقدي، وعلى الإدارة وتغيير السلوك التنظيمي في القطّاعات العامة. كانت بيورنهولت الرئيسة السابقة للجمعية النرويجية لحقوق المرأة؛ كما كانت أيضاً رئيسة اللوبي (تجمع الضغط) النسوي النرويجي السابقة.

## خلفيتها وحياتها المهنية
درست بيورنهولت السياسة والتاريخ المعاصر والتخطيط الإقليمي والاقتصاد. تمتلك شهادة الماجستير في الآداب من جامعة ترومسو (1981) وشهادة ماجستير في الدراسات الاقتصادية الأوروبية من كلية أوروبا (1982). كما تمتلك شهادة دكتوراه في علم الاجتماع الاقتصادي من جامعة أوسلو (1995). كتبت أطروحتها عن التمويل متناهي الصغر والخدمات المصرفية الأخلاقية الخالية من الفوائد. حصلت بيورنهولت أيضاً على شهادة الدكتوراه في الدراسات الجنسانية من جامعة أوربيرو (2014) حيث كتبت أطروحة بعنوان «الرجال المعاصرون»، استشارت وتأثرت بعالمة النفس مارغوت بنغتسون في أطروحتها التي توظّف فيها الأبعاد الاجتماعية والنفسية الاجتماعية في موضوع توارث الأجيال والتغيير الاجتماعي. مُنحت بيورنهولت استحقاق الأستاذية الكاملة في الدراسات الجنسانية في عام 2015.
عملت بيورنهولت سابقاً في صندوق التنمية الإقليمي وفي الجمعية الوطنية للتكنولوجيا، كما كانت شريكة في عمليات استشارية لتعزيز الإعمار الإقليمي وريادة الأعمال النسوية. انتسبت إلى البرنامج البحثي «مشروع من أجل مستقبل بديل» في مركز التنمية والبيئة في جامعة أوسلو منذ عام 1993. كما عملت بيورنهولت كباحثة في عدد من المؤسسات البحثية منذ عام 1997، مثل معهد أبحاث العمل وجامعة أوسلو. بدأت مسيرتها كأستاذة بحثية في المركز النرويجي لدراسات العنف والإجهاد الناجم عن الصدمة منذ عام 2016.
عملت بيورنهولت كخبيرة مستقلة في المساواة بين الجنسين في المفوضية الأوروبية، كما كانت أستاذة زائرة في «مشروع النسوية والنظرية القانونية» في قسم القانون في جامعة إيموري، وفي كلية (GEXcel) الدولية للدراسات الجنسانية المتقدمة متعددة الاختصاصات، إضافة إلى مركز القانون والعدالة الاجتماعية في جامعة ليدز. كانت بيورنهولت عضواً في مجموعة آن هيلوم البحثية «الحقوق والأفراد والثقافة والمجتمع» في كلية الحقوق في جامعة أوسلو، كما أنها عضو في لجنة الخبراء التابعة لمجموعة «إعادة النظر في الاقتصاد» في النرويج. درّست بيورنهولت طلاباً في قسم علم الاجتماع وعلم النفس في جامعة أوسلو أيضاً.

## أبحاثها
تشمل اهتمامات بيورنهولت البحثية كلًا من العنف الجنساني والهجرة والمساواة بين الجنسين، إضافة إلى دراسات الرجال والذكوريات والتنظيم ودراسات السياسات وغيرها من المواضيع. نشرت العديد من المقالات في «مجلّة علم الاجتماع» و«مجلة السياسة الاجتماعية الأوروبية» و«مجلة الأبحاث النوعية»، إضافة إلى «مجلة العدالة» و«المجلة شمال الأوروبية لعلم الجريمة» و«مجلة العنف الجنساني». كما نشرت مقالاتها أيضاً في «مجلة نورما» و«مجلة الأبوّة» و«مجلة الهجرة في أوروبا الوسطى والشرقية» وغيرها من المجلات.
ركّزت أبحاث بيورنهولت في تسعينيات القرن الماضي على الخدمات المصرفية الأخلاقية والمال والأنظمة النقدية. بينما ركّزت أبحاثها في أواخر التسعينيات على الإدارة وتغيير السلوك التنظيمي في القطاعات العامة، ولا سيما المرونة التنظيمية والمكانية. قادها بحثها المتعلّق بالحياة العملية إلى دراسة قضايا التوازن بين العائلة والعمل ودراسات الرجال. بدأت بيورنهولت منذ عام 2000 بالكتابة عن التغييرات التي طرأت مع مرور الزمن وتبدّل الأجيال فيما يتعلّق بموازنة الرجل بين عمله وعائلته والعلاقات بين الجنسين، حيث وظّفت الأبعاد الاجتماعية والنفسية الاجتماعية في موضوع توارث الأجيال والتغيير الاجتماعي. كما درست بيورنهولت التكيّف الثقافي والممارسات العابرة للحدود عند المهاجرين البولنديين في النرويج، وشاركت في العديد من المشاريع في أوروبا الوسطى والشرقية أيضاً.
مع بداية عام 2010، ركّزت بيورنهولت أبحاثها حول مسائل النوع الاجتماعي والعنف والسلطة، حيث قادت العديد من المشاريع البحثية في المركز النرويجي لدراسات العنف والإجهاد الناجم عن الصدمة المموّل من قبل وزارة العدل والأمن العام، وشملت هذه المشاريع مشروعاً عن عنف الشريك الحميم. تترأس بيورنهولت حالياً القسم النرويجي من مشروع بحثي مموّل من الاتحاد الأوروبي، حيث يهتم هذا المشروع بالعنف الجنسي والجنساني ضد النساء المهاجرات واللاجئات، كما يُنفذّ هذا المشروع بالتعاون مع جين فريدمان وروث هالبرين كداري وباحثين آخرين من ستّ دول أخرى في أوروبا والشرق الأوسط وكندا. يهدف المشروع إلى خلق توصيات سياسية تحدّ من تعرض النساء للعنف الجنسي والجنساني. تعمل بيورنهولت أيضاً كمحررة مشاركة لكتاب «الرجال والذكوريات وعنف الشريك الحميم»، حيث يشاركها تحريره كل من لوكاس غوتزين وفلوريتا بونزاير. كما تعمل على تحرير كتاب آخر عن العنف في العلاقات الحميمة بالتعاون مع كرستين كسورتن وآخرين.
تشتمل مجالات بحثها الأخرى على نظريات العدالة الاجتماعية ودولة الرفاهية وحقوق الإنسان والاقتصاد النسوي. عملت بيورنهولت مع واضعة النظريات القانونية الأمريكية مارثا ألبرتسون فاينمان لعدة سنوات، حيث حررتا عدداً من «مجلة العدالة» حول نظرية فاينمان عن الضعف في عام 2013. عملت بيورنهولت أيضاً كمحررة مشاركة مع عالمة الاقتصاد الأسكتلندية أيلسا مكاي، حيث حررتا كتاب «الاعتماد على مارلين ويرينغ: تطورات جديدة في الاقتصاد النسوي». كما نشرت بيورنهولت أعمالاً حول الاستخدام المعاصر للتراث الثقافي غير المادي وعن العلاقة بين التعلّم والهندسة المعمارية، إضافة إلى طرائق البحث.

## نشاطاتها المدنية والسياسية
شاركت بيورنهولت في حركة الخدمات المصرفية الأخلاقية في أوائل التسعينيات من القرن الماضي، حيث كانت رئيسة لمجموعة عمل تحاول أن تنشأ بنكاً شبيهاً ومتعاوناً مع بنك الأعضاء (JAK) السويدي في النرويج. كما كانت رئيسة للجمعية النرويجية لحقوق المرأة (2013-2016) ورئيسة اللوبي النسوي النرويجي (2014-2016). كانت بيورنهولت أيضاً صحفية في إذاعة «راديو الوحي» النسوية في أوائل الثمانينيات. كما كانت مرشّحة حزب الخضر في انتخابات عام 2015.